# Syahroni
Syahroni (sinh ra ở Tangerang, Indonesia, ngày 10 tháng 8 năm 1992) là một cầu thủ bóng đá người Indonesia hiện tại thi đấu cho PS Barito Putera ở Indonesia Super League ở vị trí tiền vệ.

## Danh hiệu

### Câu lạc bộ
Persibo Bojonegoro
- Piala Indonesia: 2012

### Quốc gia
U-23 Indonesia
- Huy chương Bạc Islamic Solidarity Games: 2013